# ستافورد تافاريس
ستافورد تافاريس (بالإنجليزية: Stafford Emanuel Tavares)‏ هو عالم تعمية ومهندس كندي، ولد في 11 مايو 1940.